# Joe Lara
Joe Lara, właściwie William Joseph Lara (ur. 2 października 1962 w San Diego, zm. 29 maja 2021 w Smyrna) – amerykański aktor, producent filmowy, piosenkarz, kompozytor, autor tekstów piosenek muzyki country, model. 

## Życiorys

### Wczesne lata
Urodził się i dorastał w San Diego w Kalifornii. Jego rodzice byli pochodzenia hiszpańskiego, indiańskiego i polskiego. Uczęszczał do szkoły średniej Corona Del Mar High School w Newport Beach, w stanie Kalifornia. Zafascynowany siatkówką, otrzymał stypendium na Uniwersytecie Stanfordzkim.

### Kariera
Dostrzeżony w pizzerii przez agenta modeli, gdy ukończył osiemnaście lat rozpoczął karierę jako model w Mediolanie i Ameryce. Zatrudniono go w kampaniach reklamowych Giorgio Armaniego, Pierre Cardina, Gianniego Versace, dżinsy Jordache, a także magazynach „Muscle & Fitness” czy „Vogue” i wielu innych międzynarodowych publikacji i projektantów. 
Został przyjęty do prestiżowej Sal Dano Actord’s Workshop w Los Angeles, gdzie pod kierunkiem Sala Dano studiował aktorstwo. Dorabiał jako asystent fotografa. Po raz pierwszy w roli aktorskiej pojawił się w wojennym filmie fantastycznonaukowym Nocne wojny (Night Wars, 1988) jako żołnierz amerykański. 
Podczas castingu do głównej roli Tarzana pokonał ponad 1500 kandydatów i był osiemnastym w historii kina słynnym królem dżungli i władcą małp w sensacyjno-przygodowym filmie telewizyjnym CBS Tarzan na Manhattanie (Tarzan in Manhattan, 1989) z udziałem Tony’ego Curtisa i Jana-Michaela Vincenta. Na ekranie grał potem przeważnie w filmach sensacyjnych klasy C, realizowanych w Stany Zjednoczone, Filipinach, Bułgarii, Rosji, Czechach, Afryce i Meksyku. 
W kultowym filmie postapokaliptycznym Cannon Films Amerykański cyborg (American Cyborg: Steel Warrior, 1993) wystąpił jako cyborg Austin.
Powrócił na mały ekran jako John Clayton / Tarzan w serialu Nowe przygody Tarzana (Tarzan: The Epic Adventures, 1996–97), którego był także producentem. W filmie Śmiertelna gra (Death Game, 2001) zagrał obok Billy’ego Drago.
W 2002 grając na gitarze rozpoczął karierę jako piosenkarz muzyki country, a trzy lata później ukazała się jego płyta The Cry of Freedom (2005) z jego kompozycjami, m.in. „Cry Of Freedom”, „We Made Love”, „No Mans Land”, „Youll’s Be My Baby Tonight”, „Find My Way” i „Sabrina”. W 2009 Lara zaczęła aktywnie działać w muzyce.

## Życie prywatne
Był licencjonowanym pilotem, licencjonowanym sokolnikiem, certyfikowanym nurkiem i jeźdźcem.
Ze związku z Natashą Pavlovich miał córkę Lianę. Przez lata mieszkał poza Los Angeles, zanim w 2011 przeniósł się do Brentwood w stanie Tennessee. 18 sierpnia 2018 poślubił chrześcijańską pisarkę i pastorkę Gwen (Henley) Shamblin, z którą założył program dietetyczny The Weigh Down Workshop oparty na wierze chrześcijańskiej i fundacji Remnant Fellowship Church. 

### Śmierć
29 maja 2021 w wieku 58 lat zginął w katastrofie lotniczej, gdy biznesowy samolot Cessna Citation należący do kościoła jego żony, Remnant Fellowship Church w Brentwood, rozbił się o jezioro Percy Priest Lake w pobliżu miejscowości Smyrna w Tennessee. Jego żona, zięć i czterech członków kościoła również zginęli w tej katastrofie.

## Filmografia

### Filmy
- 1988: Nocne wojny (Night Wars) jako żołnierz amerykański
- 1991: Nocne kłopoty (Sunset Heat) jako Todd
- 1993: Amerykański cyborg (American Cyborg: Steel Warrior) jako Austin
- 1995: Ostateczna rozgrywka (Final Equinox) jako Lugar
- 1995: Stalowa granica (Steel Frontier) jako Yuma
- 1995: Więzień hologramu (Hologram Man) jako Decoda
- 1996: Wojny (Warhead) jako Kraft
- 1996: Człowiek bomba (Human Timebomb) jako Price
- 1997: Operacja Delta Force (Operation Delta Force) jako Nash
- 1998: Armstrong jako Ponytail
- 1998: Szczerze (Truly) jako Aktor
- 1998: Lima: przerwane milczenie (Lima: Breaking the Silence) jako Victor
- 1999: Strefa uderzenia (Strike Zone)
- 2000: Dzień zagłady (Doomsdayer) jako Jack Logan
- 2000: Bardzo wredne typki (Very Mean Men) jako Detektyw Miller
- 2001: Wyścig martwego człowieka  (Dead Man's Run) jako Derek
- 2001: Operacja Delta Force 4 (Operation Delta Force 4: Deep Fault) jako McKinney
- 2001: Śmiertelna gra (Death Game) jako Micky Haiden
- 2002: Starfire Mutiny jako Sam Talbot

### Filmy TV
- 1989: Tarzan na Manhattanie (Tarzan in Manhattan) jako Tarzan
- 1990: Gunsmoke – Ostatni Apacz (Gunsmoke: The Last Apache) jako Wilk
- 1992: Wyspa grozy (Danger Island) jako Matt
- 1996: Nowe przygody Tarzana (Tarzan: The Epic Adventures) jako Tarzan

### Seriale TV
- 1993: Słoneczny patrol (Baywatch) jako Frank Randall
- 1996-1997: Nowe przygody Tarzana (Tarzan: The Epic Adventures) jako Tarzan
- 1998: Conan jako Kamikon